# Made in Brooklyn
Made in Brooklyn – drugi album amerykańskiego członka Wu-Tang Clan, Masty Killi, wydany 8 czerwca 2006 roku nakładem Nature Sounds.

## Lista utworów
| #  | Tytuł                                                                               | Producent                | Sample                                                                                            | Czas |
| -- | ----------------------------------------------------------------------------------- | ------------------------ | ------------------------------------------------------------------------------------------------- | ---- |
| 1  | "Then And Now" (feat. Karim Justice, Shamel Irief, Young Prince)                    | Chris Conway, Mark Grant |                                                                                                   | 3:32 |
| 2  | "E.N.Y House"                                                                       | MF Doom                  | - Bryan Ferry - "You Go to My Head"                                                               | 2:36 |
| 3  | "Brooklyn King"                                                                     | Dev 1                    | - Lucille Brown / Billy Clark - "Both Eyes Open"                                                  | 2:39 |
| 4  | "It's What It Is" (feat. Raekwon, Ghostface Killah)                                 | P.F. Cuttin'             | - Ohio Players – "Body Vibes"                                                                     | 3:23 |
| 5  | "Nehanda & Cream"                                                                   | Bronze Nazareth          | - Gladys Knight & the Pips – "And This Is Love"                                                   | 4:11 |
| 6  | "Iron God Chamber" (U-God, RZA, Method Man)                                         | Whyz Ruger               | - Otis Redding – "Your One and Only Man"                                                          | 3:50 |
| 7  | "Pass The Bone (Remix)" (feat. Startel)                                             | Jig Sor                  | - Al Green – "You Ought To Be With Me" - The Genius – "Pass the Bone"                             | 4:04 |
| 8  | "Older Gods Part 2" (feat. Allah B., Allah Sha Sha, Freedom Allah, Quadeer U Allah) | Pete Rock                | - Sly and the Family Stone – "Sing a Simple Song"                                                 | 5:24 |
| 9  | "Let's Get Into Something" (feat. Startel)                                          | Startel                  | - The Commodores – "Say Yeah"                                                                     | 4:00 |
| 10 | "Street Corner" (feat. GZA, Inspectah Deck)                                         | Bronze Nazareth          | - Gil Scott-Heron – "Brother" - Jean Plum - "Back to You" - Sarah Vaughan – "Whatever Lola Wants" | 4:13 |
| 11 | "Ringing Bells"                                                                     | Bronze Nazareth          | - Masta Killa – "Older Gods Part 2"                                                               | 3:13 |
| 12 | "East M.C's" (feat. Free Murder, K. Born, Killa Sin, Victorious)                    | Dev 1                    | - Bruce Fisher - "When Will I See You" - Inspectah Deck – "Sound of the Slums"                    | 5:00 |
| 13 | "Lovely Lady" (feat. Governor Tools, Ski)                                           | Governor Tools           |                                                                                                   | 5:12 |

## Notowanie
| Rok  | Album            | Notowanie | Notowanie | Notowanie | Notowanie | Notowanie |
| Rok  | Album            | USA 200   | USA Rap   | USA Ind.  | USA Heat. |           |
| ---- | ---------------- | --------- | --------- | --------- | --------- | --------- |
| 2006 | Made in Brooklyn | 176       | 42        | 13        | 5         |           |